# Pierre André Latreille
Pierre André Latreille  (ngày 29 tháng 11 năm 1762 – ngày 6 tháng 2 năm 1833)  là một nhà động vật học Pháp, chuyên về động vật Chân khớp. Được đào tạo thành một tu sĩ Công giáo Roma trước khi Cách mạng Pháp xảy ra, Latreille bị cầm tù và chỉ được thả tự do sau khi nhận diện một loài bọ cánh cứng hiếm mà ông tìm thấy ở trong tù, Necrobia ruficollis.